# Avancorpo

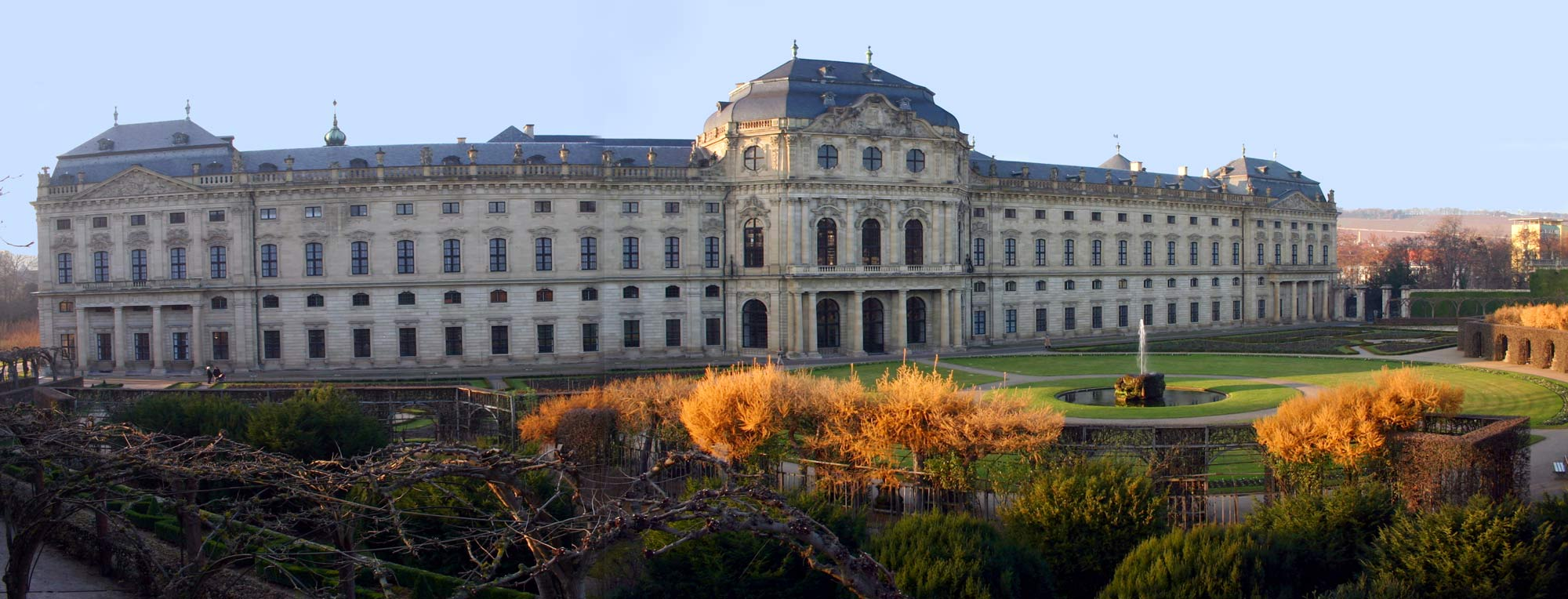
Residência de Wurzburgo (Residenz), com um em massa avant-corps central e dois angulares.

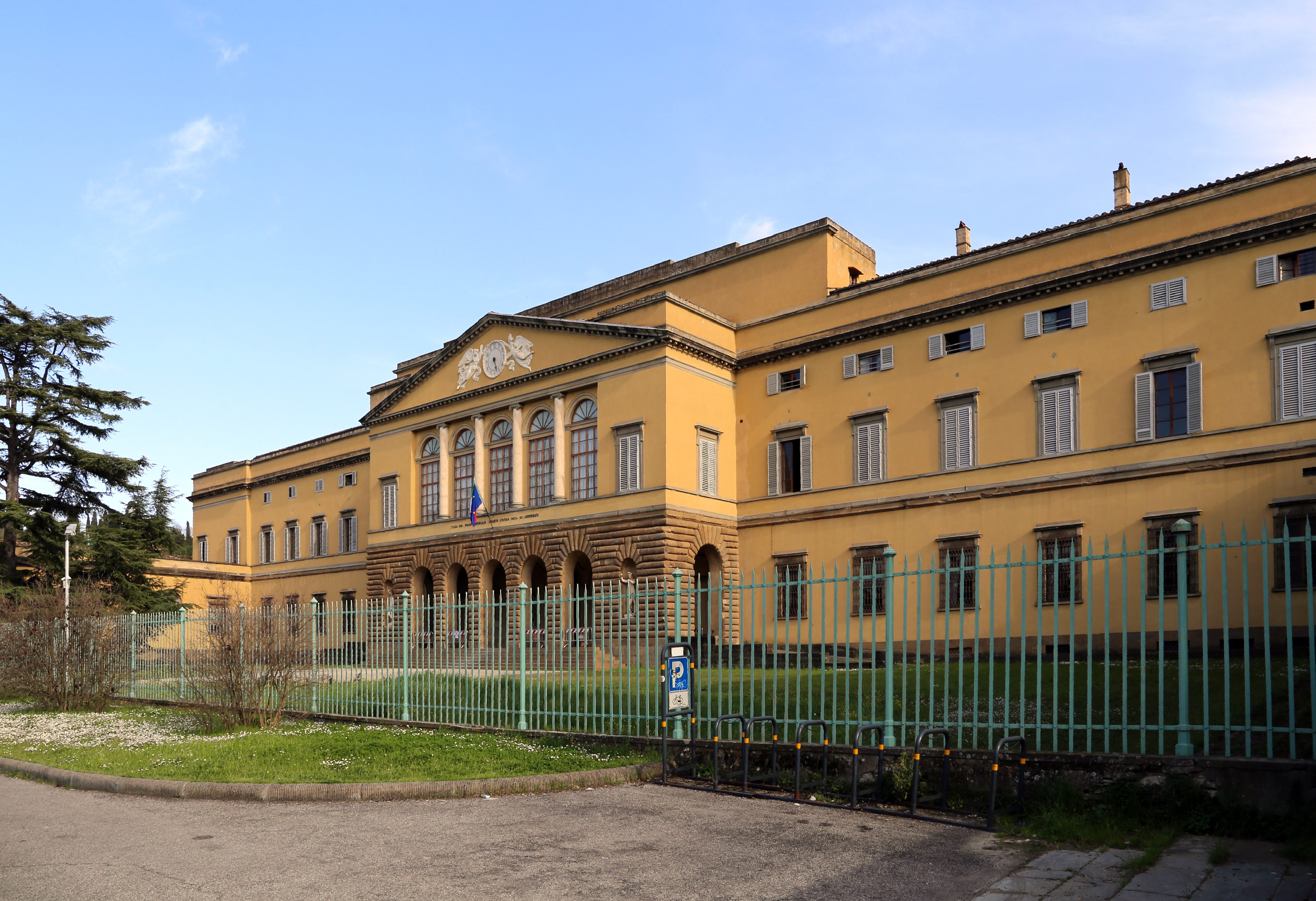
Entre os alberi, é visibile o avancorpo central da villa de Poggio Imperiale, Florencia.

Avant-corps ("corpo avançado", em alemão Vorkörper; inglês avant-corps), ressalto,  é a parte de um edifício que avança em relação ao corpo principal. Em língua italiana usa-se o termo derivado avancorpo. A denominação "ressalto" dá-se para o avant-corp em alguns idiomas (risalit em alemão, ryzalit em húngaro, etc.) Em arquitetura, este é o nome dado a qualquer massa que se destaca do alinhamento em perspectiva de um edifício. Portanto, quase nunca se refere à decoração; em vez disso, deve ser evidente na planta. As projeções tendem a quebrar a monotonia das elevações, criando efeitos de sombra e movimento. Podem ser de diferentes tipos, dependendo de sua função: a projeção central, frequentemente em forma de pronau, serve para enfatizar a entrada principal; as projeções de canto, colocadas nas extremidades das fachadas, conferem-lhes uma sensação de solidez e enfatizam a simetria. Na Antiguidade Clássica, o avant-corp não era comum. Mas o anfiteatro de Pula oferece exemplos significativos, dispostos nas quatro entradas ao longo dos eixos da arena. Na arquitetura medieval, tão viva e diversificada, o avancorpo desempenhou um papel significativo: como no estilo árabe-normando (a Zisa em Palermo), no românico (os pórticos, especialmente aqueles encimados por uma lógia ou torres sineiras), no gótico (os grandes campanários no centro da fachada em estilo germânico).
Na arquitetura das igrejas medievais o pórtico avançado (protiro) era um pequeno avantcorpo na fachada.